# 竹林車站
竹林車站是一座位於臺灣宜蘭縣羅東鎮的鐵路車站，屬行政院農業委員會林務局已廢止鐵路路線羅東森林鐵道。本車站與羅東林場相鄰。

## 車站構造

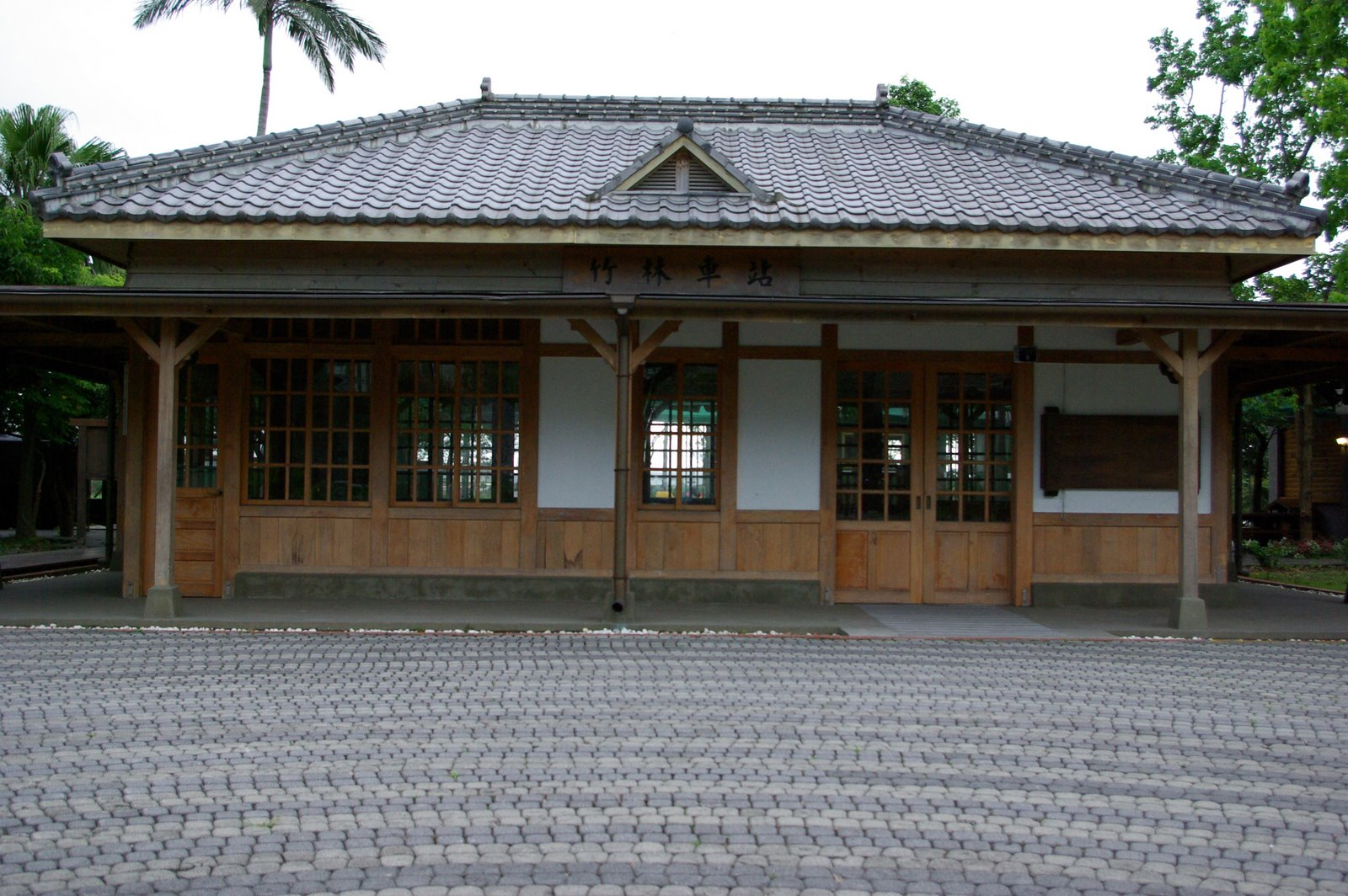
竹林車站

日式木造站房一座。

## 車站週邊
- 台9線
- 縣道196號
- 羅東林業文化園區

## 歷史
- 1924年1月17日：開業[1]。
- 1926年5月27日：開始辦客[1]。
- 1971年：為方便辦客，羅東森林鐵路延伸至羅東車站。
- 1979年8月1日：廢止[1]。
- 1994年：站房拆除[2]。
- 2006年10月：站房重建開工[3]。
- 2008年：站房重建完工[2]。

## 交通
附近有臺鐵羅東車站及羅東轉運站

## 外部連結
- .   [2020-10-28]. （原始内容存档于2015-01-18）.
  - 羅東林業文化園區的Facebook專頁
- . 林務局羅東林區管理處.   [2020-10-28]. （原始内容存档于2021-04-26）.
- . 宜蘭縣史館.   [2020-10-28]. （原始内容存档于2020-12-02）.